# 지주

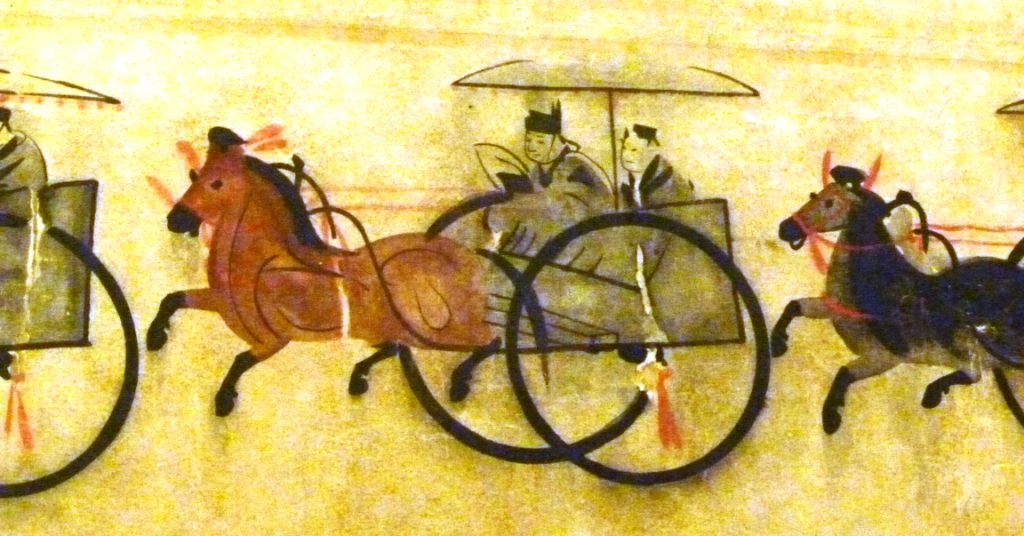

지주(地主)는 토지의 소유자, 또는 소유한 토지를 남에게 빌려 주고 지대를 받는 사람을 뜻한다.